# استسقاء جنيني
الاستسقاء الجنيني أو موه الجنين أو الخزب الجنيني (بالإنجليزية: Hydrops fetalis)‏ هو التجمع المفرط للسوائل ضمن الأنسجة الرخوة للجنين (وذمة نسيجية) وأجواف جسمه (انصبابات). وهو يختلف عن الموه السلوي والذي هوي زيادة تجمع سائل السلى حول الجنين (بداخل الكيس السلوي).

## التظاهرات
من الممكن أن يتظاهر في المواقع الآتية:
- النسيج تحت الجلد/الفروة
- الجنبة (انصباب جنبي)
- التامور (انصباب التامور)
- جوف البطن (حبن)

## الأسباب
ينشأ الخزب الجنيني عادة بسبب فقر الدم الجنيني، حيث يتوجب على القلب أن يعمل بشكل أكبر لإيصال نفس الكمية من الأكسجين إلى الأنسجة.وتقسم إلى أسباب مناعية وأسباب غير مناعية، حيث أن الأسباب المناعية قد تكون غير مرتبطة بفقر الدم (حالة ورم جنيني يتطلب كمية زائدة من الدم مما يسبب قصور قلب وبالتالي وذمة)

### الأسباب المناعية
أشيع أمثلته تنافر الزمر المناعية باختلاف عامل RH (تمنيع أسوي)

### الأسباب غير المناعية
- فقر الدم المزمن ضمن الرحم
- الشذوذات القلبية
- نقص بروتينات الدم
- نقل الدم من توأم لتوأم
- النفروز الخلقي
- الأخماج ضمن الرحم والشذوذات الصبغية (كـ متلازمة تورنر)

## التشخيص
يتم الكشف عنه بواسطة جهاز التصوير فوق الصوتي ونشاهد فيه:
- زيادة سماكة الجلد> 5 مم.
- زيادة سماكة المشيمة> 4سم.

## العلاج
علاجه سببي، وبحال فقر الدم الشديد يستطب نقل الدم داخل الرحم.

## روابط خارجية
- Hydrops Fetalis Community Forums